# Saison 4 d'Unbreakable Kimmy Schmidt
Chronologie
Saison 3
Cet article présente le guide des épisodes de la quatrième saison de la série télévisée américaine Unbreakable Kimmy Schmidt.

## Synopsis
Kimmy Schmidt, une jeune femme de 29 ans originaire de l'Indiana, part vivre à New York après avoir passé quinze ans sous terre dans un bunker, en compagnie de trois autres femmes. Elles étaient prisonnières d'un gourou leur ayant fait croire que l'Apocalypse avait eu lieu.

## Généralités
- La saison a été mise en ligne en deux temps partout dans le monde sur Netflix : les six premiers épisodes le 30 mai 2018, les sept suivants le 25 janvier 2019[1].

## Distribution

### Acteurs réguliers
- Ellie Kemper (VF : Laëtitia Godès) : Kimberly « Kimmy » Schmidt
- Tituss Burgess (VF : Diouc Koma) : Titus Andromedon / Ronald Wilkerson
- Carol Kane (VF : Véronique Augereau) : Lillian Kaushtupper
- Jane Krakowski (VF : Véronique Alycia) : Jacqueline Voorhees / Jackie Lynn White

### Acteurs récurrents
- Dylan Gelula (VF : Jessica Monceau) : Xanthippe « Xan » Lannister Voorhees
- Jon Hamm : Richard Wayne Gary Wayne

## Épisodes

### Partie 1

#### Épisode 1:Kimmy, une petite fille dans la grande ville!
- : 30 mai 2018 sur Netflix

- Greg Kinnear (lui-même)
- Peter Riegert (Artie Goodman)

#### Épisode 2:Kimmy découvre le week-end!
- : 30 mai 2018 sur Netflix

#### Épisode 3:Le Roi de la teuf: Face B
- : 30 mai 2018 sur Netflix

#### Épisode 4:Kimmy disrupte le paradigme!
- : 30 mai 2018 sur Netflix

#### Épisode 5:Kimmy et la Blête!
- : 30 mai 2018 sur Netflix

#### Épisode 6:Kimmy retrouve un vieil ami!
- : 30 mai 2018 sur Netflix

- Peter Riegert (Artie Goodman)

### Partie 2

#### Épisode 7:Kimmy se bat contre un monstre de feu
- : 25 janvier 2019 sur Netflix

- Jon Bernthal (Ilan)

#### Épisode 8:Kimmy a une liaison (affective)
- : 25 janvier 2019 sur Netflix

- Dan Byrd (Josh)
- Ronan Farrow (lui-même)

#### Épisode 9:La porte du destin
- : 25 janvier 2019 sur Netflix

- Steve Buscemi (lui-même)
- Lenny Venito (Rocco Scarpone)

#### Épisode 10:Kimmy découvre un menteur
- : 25 janvier 2019 sur Netflix

- Bobby Moynihan (lui-même)
- Busy Philipps (Sheba Goodman)

#### Épisode 11:Kimmy est riche
- : 25 janvier 2019 sur Netflix

- Paul Walter Hauser (Tripp)
- Zachary Quinto (Eli Rubin)
- Greg Kinnear (lui-même)

#### Épisode 12:Kimmy dit au revoir
- : 25 janvier 2019 sur Netflix

- Zachary Quinto (Eli Rubin)
- Peter Riegert (Artie Goodman)
- Lisa Kudrow (Lori-Ann Schmidt)